# Kościół św. Wawrzyńca w Berlinie-Köpenicku
Kościół św. Wawrzyńca – parafialna świątynia protestancka w Berlinie, w dzielnicy Köpenick. 
Kościół zaprojektowano w 1838, konsekrowano w 1841 roku w obecności cesarza Fryderyka Wilhelma IV. W 1947 roku założono chór parafialny, do którego obecnie należy około 75 osób.
Świątynia jednonawowa, wzniesiona w stylu arkadowym. W nawie, po obu stronach znajdują się drewniane empory. Wieża kościoła przykryta jest ośmiospadzistym dachem namiotowym, ma wysokość 65 metrów.

## Galeria

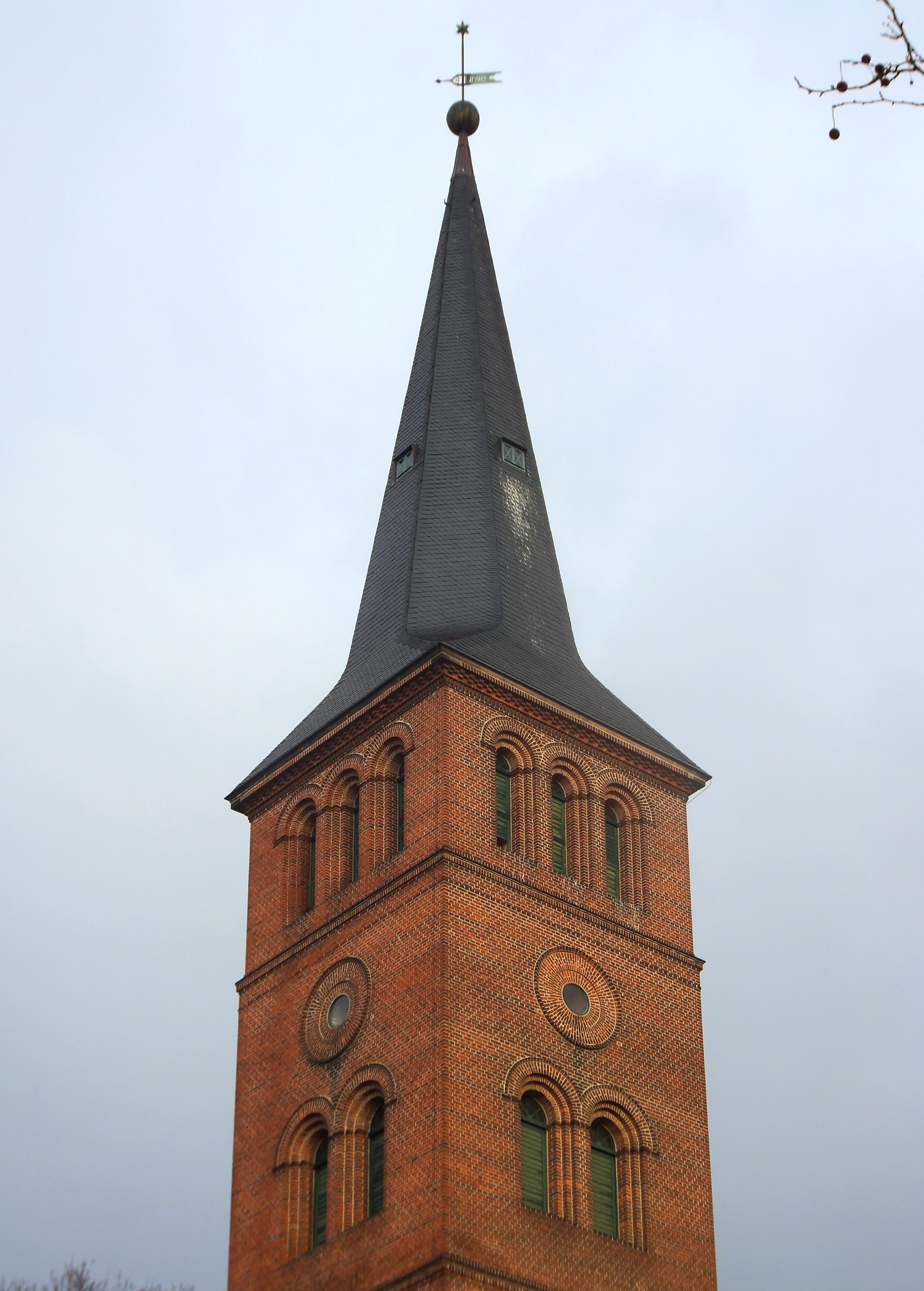
Wieża
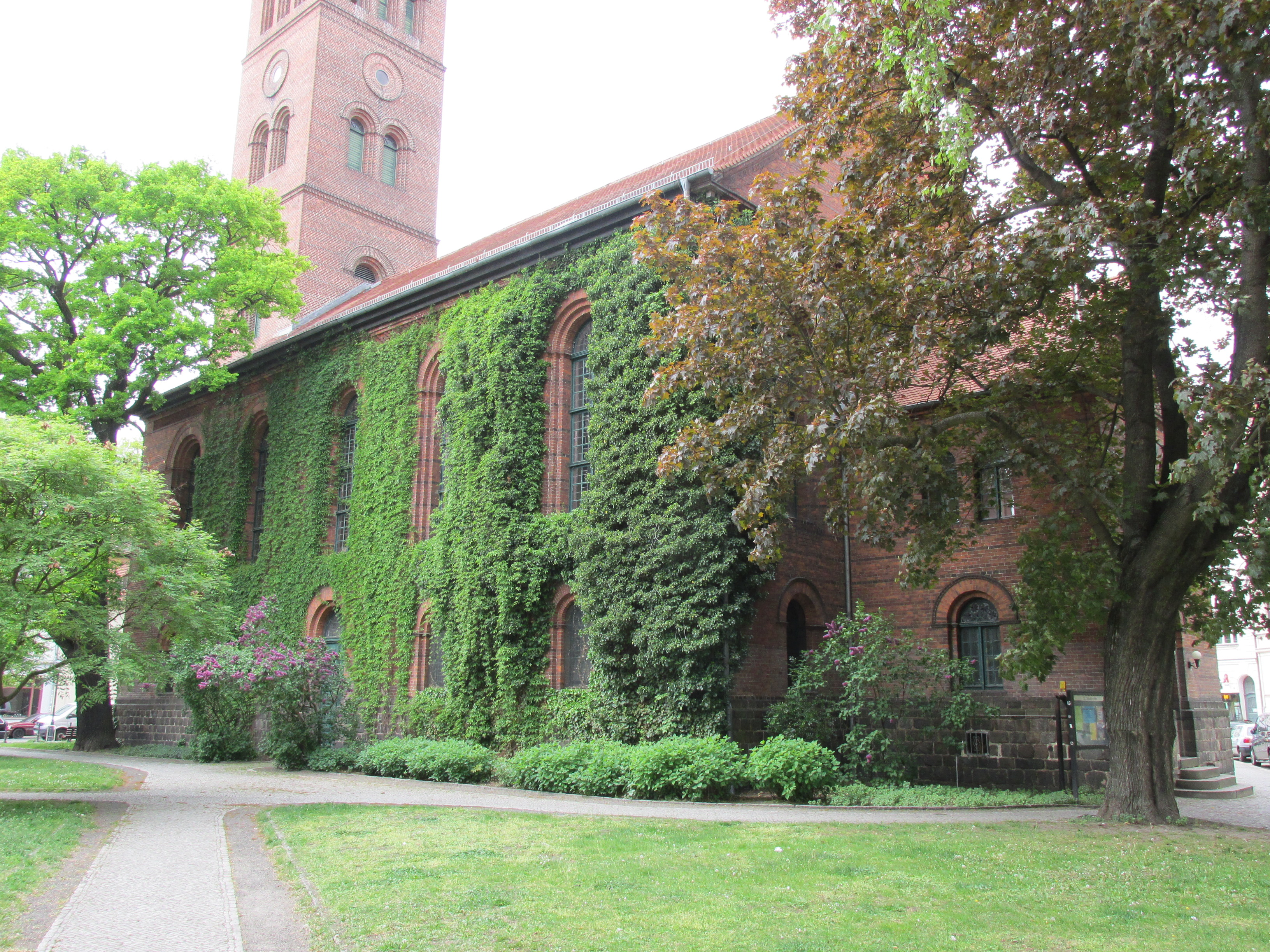
Pokryta bluszczem południowa elewacja kościoła
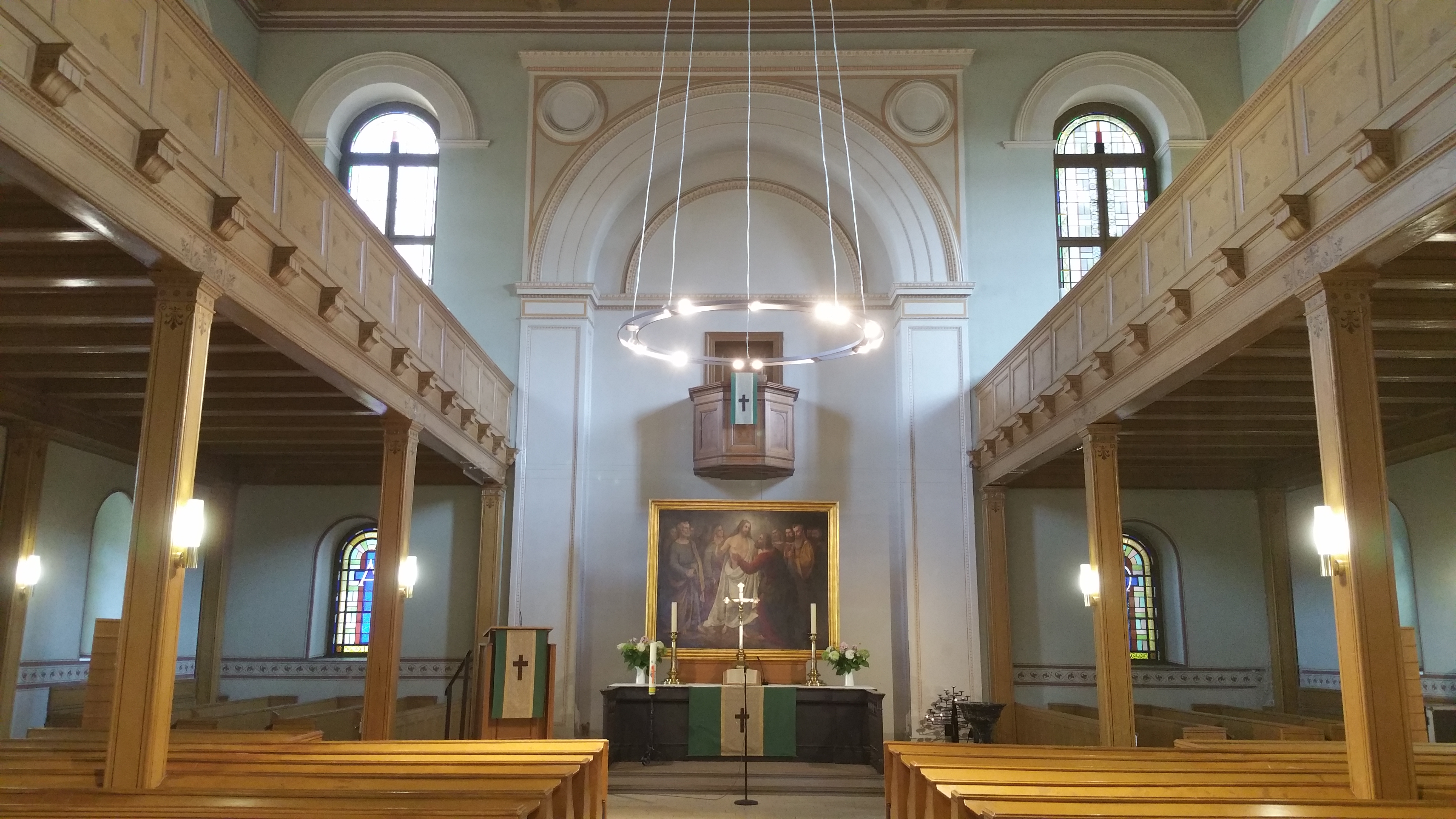
Wnętrze
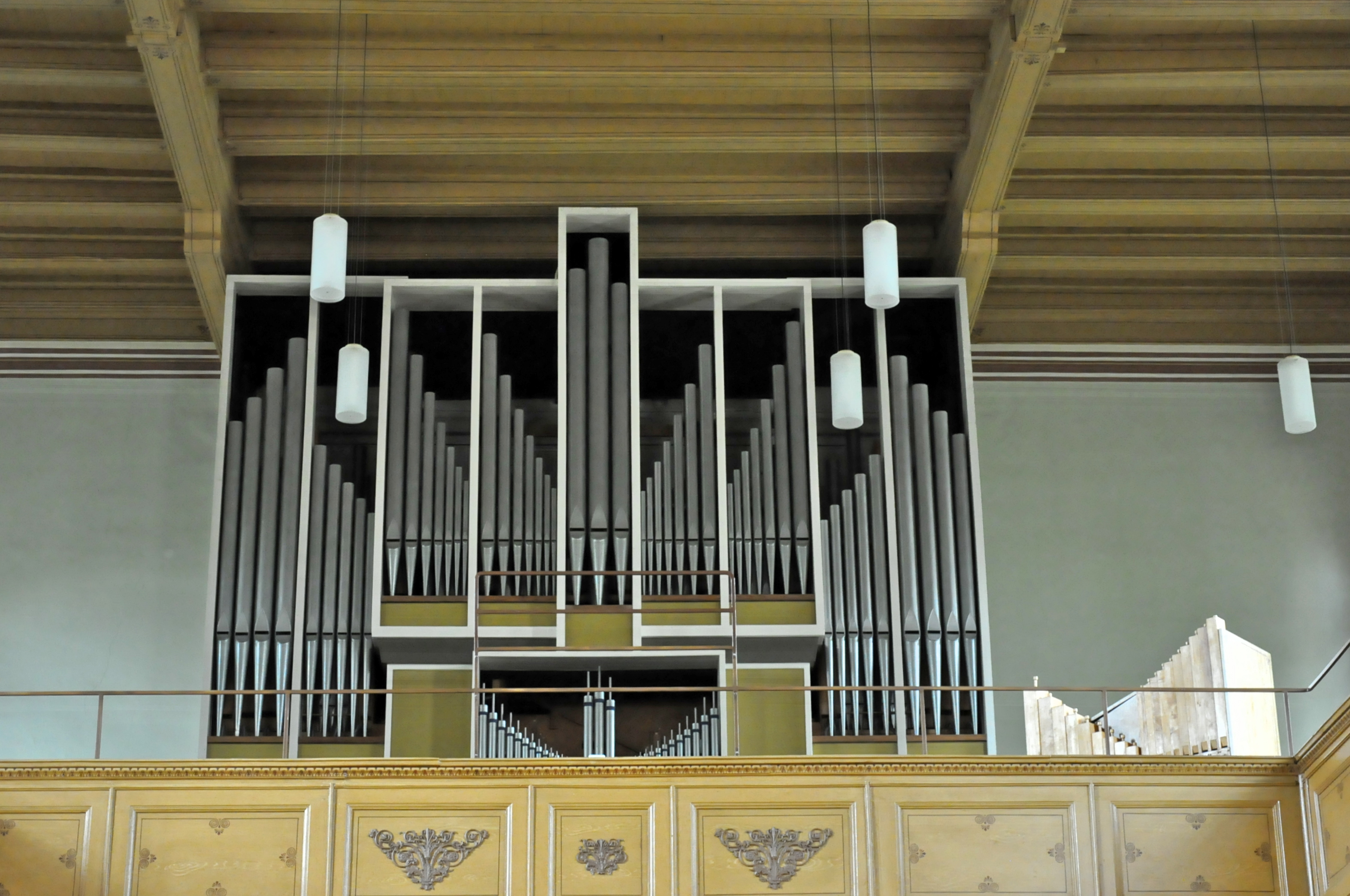
Organy